# Marco Antônio
Marco Antônio Feliciano (ur. 6 lutego 1951 w Santosie), brazylijski piłkarz, obrońca. Mistrz świata z roku 1970.
W reprezentacji Brazylii w latach 1970–1979 rozegrał 40 oficjalnych spotkań. Podczas MŚ 70 wystąpił w dwóch meczach, raz na boisku pojawiając się w roli rezerwowego. Był wówczas piłkarzem Fluminese, gdzie grał przez 7 lat (1969–1976). Ponadto reprezentował barwy Portuguesy (1968) CR Vasco da Gama (1976-1980), Bangu AC (1981-1983) oraz Botafogo (1983-1984). Znajdował się w kadrze „Canarinhos” na MŚ 74.